# 加瓦足球會
加瓦足球會(Club de Futbol Gavà)是一支位於西班牙加瓦的職業足球會。

## 外部連結
- Official website （西班牙文）
- Futbolme team profile（页面存档备份，存于） （西班牙文）
- Official blog（页面存档备份，存于） （西班牙文）